# Рударске несреће
Рударске несреће су несреће које се јављау током рударских процеса. Хиљаде рудара умиру од рударских несрећа сваке године, нарочито у процесима производње угља и експлоатације стенских минерала. Већина смртних случајева данас, јављају се у земљама у развоју, посебно у Кини и руралним деловима развијених земаља. 

## Узроци
Рударске несреће могу се догодити из различитих узрока, укључујући цурење отровних гасова као што је водоник-сулфид  или експлозивни природни гасови, нарочито ватрени или метански,  експлозије прашине, колапс рудничких застоја, сеизмичност рударства, поплава, или опште механичке грешке услед неправилно коришћене или неисправне рударске опреме (као што су сигурносне сијалице или електрична опрема ). Употреба непрописних експлозива под земљом може такође изазвати експлозију метана и угљене прашине . 

## Најгора рударска катастрофа у историји
Ово је непотпуна листа значајних рударских несрећа и катастрофа:

### 19. век
- 15. јула 1856. Експлозија колимера Цимер у Цимер-у, Ронда Kинон Таф у Велсу. 114 убијених мушкараца и дечака.
- 1872. катастрофа у колони Пелсал Хал у Пелсал-у, Западни Мидландс, Енглеска. 23 особе су погинуле.
- 1880: Експлозије колеџа Сеаксам-а у округу Дурхам у Енглеској. Рудник је претрпео подземну експлозију, што је резултирало смрћу 160 људи, укључујући површинске раднике и спасиоце.

- 1885: Марди Шолиери у Ронди Kинон Таф у Велсу. 85 убијених мушкараца и дечака.
- 17. јуна 1890.: Рудник компаније Дунбар Фурнес Хил Фарм у Конелсвилу. Умрло 30 рудара.
- 3. јула 1890.: Рудник Јордана у Лексингтону, Вирџинија. Док су је четворица рудара завршавала ноћну смене, сајла је пукла. Кавез је пао 140, усмртивши троје радника.
- 1890: убијен Калбург, Алабама.
- 1892: Експлозија рудника број 11, која користи Осаге Угља & Рударска Компанија, у Кребсу у Оклахоми. Скоро 100 умрло.
- 1892: Света Марија рудик. Прибрам, сада Чешка, затим Аустро-Угарска, умро 319 година.
- 4. јула 1893. године: Комбинована катастрофа у месту Тсорнхил у Енглеској, умрло је 139 мушкараца и дечака.
- 1899: подручје рудника Сумитомо Беши, клизиште због катастрофе услед отпадака, Никсама, Шикоку, Јапан; 512 умрло.

### 20. век
- 19. маја 1902: 216 рудара је погинуло у катастрофи Рудник Фратервил у Фратервил-у, Тенеси.
- 25. јануара 1904.: 179 рудара и два помоћника погинуло је у катастрофи рудника Харвик, Чесвик, Пенсилванија.
- 28. априла 1904 .: 63 особе су убијене у Вилануева дел Рио, Севила; била је то најгора рударска несрећа забележена у Шпанији.
- 20. фебруара 1905. експлозија рудника Вирџинија (Алабама), 112 убијених.
- 10. март 1906 .: Несрећа рудника Соуриерес у граду Соуриерес у Француској. У најгорој рударској несрећи у европској историји погинуло је 1.099 радника.
- 1. децембра 1907 .: Експлозија рудника Наоми у граду Фаит у Пенсилванији. Погинула су 34 радника.
- 6. децембра 1907 .: Рударска катастрофа Мононгах у Мононгаху, западна Вирџинија. Званични број смртних случајева је 362, али због неадекватног вођења евиденције, број погинулих могао би бити око 500. Жртве су углавном били италијански радници имиграната, укључујући децу. Сматрана најгором несрећом вађења угља у америчкој историји.
- 16. децембра 1907 .: Експлозија рудника Иланде у близини Бирмингхама, Алабама. Педесет седам убијених.
- 19. децембра 1907 .: Катастрофална несрећа у граду Ростравер, Пенсилванија. Умро је 239 радника, укључујући децу.
- 18. август 1908 .: катастрофа у колони Маиполе у Абрами, Великои Манчестер, Енглеска. Умро је 75 мушкараца и дечака.
- 13. новембар 1909 .: Катастрофа у Чери руднику у Илиноису. У овом минском пожару, који је имао највише смртних случајева од свих минских пожара у Сједињеним Државама, погинуло је 259 радника, неких чак једанаест година.
- 21. децембра 1910. године: У катастрофи у Весингтону, у Ланцасхиреу, преторијанска јама, 344 мушкарца и дечака изгубили су живот у овој експлозији, што је најгора рударска катастрофа једног дана у Енглеској.
- 8. априла 1911. Банер Минска катастрофа у близини Лителтона, Алабама. Од 128 убијених мушкараца, већина је била у закупу црних осуђеника.
- 9. децембра 1911. у катастрофалној катастрофи погинула 84 рудара у Брицевилу у Тенесију.
- 14. октобар 1913 . катастрофа у коларству Сенгхениду, најгора рударска несрећа у Великој Британији; 439 радника погинуло је у Велсу.
- 22. октобар 1913.: Давсон Стаг Канон број 2 Минска катастрофа, близу Давсон-а, Нови Мексико, где је погинуло 263 радника због илегалне употребе динамита.
- 8. јуна 1917. катастрофа мина шпекуланата у граду Буте, Монтана. Електрични кабл спуштен у рудник случајно је запаљен на 2500 метара испод површине. Ватра је брзо попустила сајлу и запалила дрвену осовину рудника. Осовина је постала димњак, елиминирајући примарни извор кисеоника у руднику. Скоро свих 168 смртних случајева било је због асфиксије, од тровања угљен-моноксидом. Ово је најсмртоноснија подземна катастрофа минирања у историји Сједињених Држава.
- 12. јануара 1918. Катастрофа у руднику Пит у Стафордсксиру у Великој Британији била је несрећа у експлоатацији угља у којој је погинуло 155 мушкараца и дечака (144 од тровања угљен-моноксидом и 11 од насиља). Катастрофа, која је настала експлозијом услед пуцњаве, најгора је икада забележена у Северном Стафордскиру Колфилд. Званична истрага никада није утврдила шта је узроковало паљење запаљивих гасова у јами.
- 8. фебруара 1923. убијена експлозија минске експлозије Давсон Канон бр. 123; многи су били потомци мушкараца убијених у експлозији 1913. године у истој рудници. Како је минско возило отклоњено, изазвало је искре и запалило угљену прашину, узрокујући експлозију.
- 1927–1932: Хавк Нест Тунел катастрофа, близу моста Гаулеи, Западна Вирџинија, Сједињене Државе. Током неколико година од силикозе је умрло 476 радника.
- 2. јула 1937. катастрофа у Холдиту (позната и под називом Бримбо) била је несрећа у експлоатацији угља у Кестертону у Стафордсиру у Енглеској, у којој је 30 људи погинуло, а осам је повређено. Настао је због пожара и накнадних експлозија. Смртност се погоршала јер је управа одлучила да покуша да спаси шав угља и ризиковала је животе рударских радника истовремено одгађајући евакуацију.
- 10. маја 1938. Експлозија у бродарији Маркам бр. 1 у близини Ставелеја у Дербисиру у Енглеској. 79 радника је погинуло, а 40 је тешко повређено.
- 26. априла 1942 .: Катастрофа у Бенксику у Бенксију, Лијаонинг, Кина. У најгорој несрећи рудника угља на свету погинуло 1.549 радника. У то време, током Другог светског рата, ово подручје је окупирао Јапан и рудник је био под контролом јапанских менаџера. Огроман број мртвих били су кинески радници.
- 20. фебруар 1946 .: катастрофа Монопола Гримберга у Бергкамену, Рур Колфилд, Немачка. 405 умрло.
- 21. децембра 1951: Експлозија рудника угља у Источном Франкфорту у држави Илиноис. Погинуло је 119 радника.
- 10. децембар 1954 .: катастрофа у колони Невтон Сикли, Синдвара, Индија. Поплава рудника је узрокована продором воде из старих радова истог рудника. У руднику је било 112 људи у руднику. 49 људи је успело да побегне кроз обронке; преостале 63 особе су биле заробљене и удављене.
- 8. август 1956 .: катастрофа Боис ду Цазиер у Марцинеле-у, Белгија. Пожар у рудницима је резултирао 262 смртна случаја; од 274 људи који су тог јутра радили у Боис ду Цазиер, преживело их је само дванаест. 138 жртава били су италијански радници мигранти.
- 22. јануара 1959.: Катастрофална мина у Руднику Слоуп, Порт Грифит, Лузерне, Пенсилванија - поплава са корита реке изнад радова погинула је 12 рудара
- 28. октобра 1958. умро је рудник Оглеба-Нортон, Краигсвил, Западна Вирџиниа 14.
- 1960: Рударска катастрофа у Колброку, Јужна Африка, погинуло 437 особа.
- 9. маја 1960: Експлозија угљеног праха из експлозије угља Лубеинг у Датонгу, Кина, погинула 682 године.
- 7. јула 1961.: Рудник угља Дукла, Долни Суцка, Чехословачка, тровање ватром и угљен моноксидом узроковало је смрт 108 рудара.
- 9. новембар 1963 .: катастрофа угља Митсу Мајк, Митсу Мајк, Омута, Фукуока, Јапан; 458 је умрло.
- 28. маја 1965. године: У Јарканду у Индији догодила се катастрофа рудника угља Данбад у којој је погинуло преко 300 рудара.
- 17. мај 1965. Камбријска комора у Јужном Велсу; 31 је умрло.
- 21. октобар 1966.: Аберфанска катастрофа била је катастрофална колапса рушевина камењара која је изазвала лавину у велшком селу Аберфан, усмртивши 116 деце и 28 одраслих.
- 20. новембар 1968: Каталошка катастрофа Фармингтон у Фармингтону, Западна Вирџинија. 78 радника је погинуло. Као резултат катастрофе, амерички Конгрес је донео Савезни закон о заштити и безбедности у руднику угља из 1969. године.
- 1972: Каталошка катастрофа Ванки Ванки, Родезија / Зимбабве, 426 смртних случајева.
- 21. март 1973 .: Катастрофа у Лофтоусу, западни Јоркшир, Енглеска, седам смртних случајева.
- 30. јула 1973.: катастрофа у Маркам Колиерију у близини Ставелија у Дербисиру у Енглеској. 18 радника је погинуло, а 11 је тешко повређено када се кавез који силази није успорио на дну рудничког окна.
- 27. децембра 1975.: Рударска катастрофа у Часнали, Данбад, Јарканд, Индија, погинула су 372 рудара, а за још 130 уговорних радника тврди се да су умрли када се вода из суседног рудника обрушила за зид између.
- 8. децембра 1981: бр. 21 Експлозија мина у близини Витвела, Тенеси. Као експлозија погинуло је 13 рудара угља.
- 19. јула 1985. године: у селу Става, близу Тесера, у Италији, дошло је до урушавања бране Вал ди Става, када су пропале две бране које су коришћене за таложење блата из оближњег рудника Преставел. То је резултирало једном од најгорих катастрофа у Италији, у којој је погинуло 268 људи, уништено је 63 зграде и срушено осам мостова.
- 16. септембра 1986. катастрофа у Кинрос Рударству. У Јужној Африци подземни пожар је усмртио 177 људи.
- 2. јуна 1988. Боркен, Ксесен, Немачка Рудник лигнита опустошен експлозијом, 57 смртно страдалих.
- 9. мај 1992: Рудник Вестри, округ Пицтоа, Нова Шкотска. 26 убијених у експлозији метана и угљене прашине.
- 9. мај 1993: Каталошка катастрофа у Намбији, Намбија, Еквадор. Отприлике 300 људи је погинуло у клизишту
- 28. августа 1994: катастрофа на ВРМ рудника Рајпура Дариба, Дариба, Удаипур, Индија: До овог инцидента дошло је због изливања муља из минираног подземног ископавања тврдог камена није успео. Та гнојница се акумулирала у утичном вратилу, који није могао да преузме терет и после тога је пропао. Сав материјал је пао у осовину, што је резултирало утапањем 63 људи који раде испод.
- 10. маја 1995. Вал Рифс, Јужна Африка; локомотива је пала низ осовину лифта и слетела у кавез, што је проузроковало смрти 104 особе.

### 21. век
- 30. јануара 2000. године: у Беј Мару, Румунија, дошло је до изливања цијанида Беј Маре. Несрећа, названа најгором еколошком катастрофом у Европи од Чернобила, била је испуштање 100.000 тона воде контаминиране цијанидом од стране рударске компаније Аурул када се акумулација пробила, испуштајући своје воде у реке Сомес, Тису и Дунав. Иако није забележено да су смртно страдали људи, цурење је довело до 80% воде у неком од угрожених река.
- 19. фебруар 2006: Несрећа Паста де Концос. 65 рудара изгубило је живот у рударској несрећи у близини Нуева Росита, Коаила, Мексико. Само 2 тела су пронађена.
- 5. април 2010: Катастрофа са горњим великим огранком, Западна Вирџинија. Експлозија се догодила у угљу Горњи Биг Бранкс компаније Масеи Енерџи. 29 од 31 рудара на том месту је убијено.
- 5. август 2010: Несрећа рударства Копиапо 2010, пустиња Атакама, Чиле. 121-годишњи рудник бакра и злата Сан Јосе структурно је пропао у 14:05 ЦЛТ. Срце планине, које је имало масу две зграде Емпире Стате, срушило се и проузроковало катастрофалну штету на руднику. Блокирао је све могуће руте за бијег за 33 рудара који су били заробљени на 2300 стопа. После 69 дана, свих 33 рудара су спашени.
- 19. новембар 2010: катастрофа мина Пајк Ривер на Новом Зеланду. У 15:45 експлодирала је рудница угља. 29 људи под земљом умрло је одмах, или недуго затим, од експлозије или од токсичне атмосфере. Двојица људи у каменом слоју, удаљена од рудничких радова, успели су да побегну. (Извод из извештаја краљевске комисије о истрази о Пике.)
- 13. маја 2014. године: Сома у Турској догодила се катастрофа Сома. Несрећа је наводно била најгора рударска несрећа икад у Турској, а најгора је рударска несрећа до сада у 21. веку до сада. Умрло је 301 особа.
- 6. јануар 2019: Срушавање мина Коистан, Авганистан. У несрећи је погинуло најмање 30 рудара злата.

## Несреће по државама

### Аустралија
- Каталошка катастрофа Були од 23. марта 1887. учествовала је у експлозији гаса у руднику у којој је погинуло 81 мушкарац и дечак, а 50 жена удовица и 150 деце без оца.
- Рударска катастрофа Маунт Кембла од 31. јула 1902. године била је експлозија услед чега је погинуло 96 рудара, укључујући два ангажована у спашавању. То је најгора рударска катастрофа у историји Аустралије.
- У експлозији угљене прашине у руднику Моунт Мулиган 19. септембра 1921. погинуло је 75 или 76 радника.
- Урушавање рудника Беацонсфиелд у Тасманији догодило се 25. априла 2006. Од 17 људи који су у то време били у руднику, 14 је побегло одмах након пада, једна је убијена, а преостале две пронађене живе након пет дана. Преживели су били заробљени у кавезу висине 1,5 м к 1,2 метра, који их је спасао да их камење не сруши. Како спасиоци нису били сигурни да експлодирају кроз пут, доведен је посебан провртач за бушење шахта за спасавање. Коначно су пуштени 9. маја након 14 дана под земљом.
- Три рударске катастрофе догодиле су се на Моури у периоду од 20 година. Прва од њих била је 1975. године у руднику Кианга, где је у подземној експлозији погинуло 13 мушкараца. Рудник је био затворен без проналаска њихових тела. 1986. догодила се друга катастрофа, као подземна експлозија, која је одузела животе 12 рудара. Извучена су тела свих тих особа.
- У Моури 7. августа 1994. године догодила се трећа велика рударска несрећа са експлозијом у руднику Моура број 2. У другој експлозији у руднику отприлике дан и по касније, покушаји спасавања су напуштени, а мина је запечаћена, а тела 11 рудара су неоткривена.
- У катастрофи рудника угља 1996. године у близини Невцастле-а четворо људи је убијено када је њихова рударска машина провалила у поплављени низ старих рудника напуштених 80 година раније.
- Четири рудара убијена су у инциденту са налетањем ветра у руднику Нортхпаркес, испред града Нови Парк у Јужном Велсу.

### Белгија
- 4. марта 1887. године, 120 рудара је погинуло у руднику угља у Ла Боулеу, Борининг услед експлозије метана.
- Ујутро, 8. августа 1956. године, пожар у руднику Боис ду Цасиер на Марцинелеу изазвао је 262 жртве, а преживело је само 12. Рударска колица у кавезу лифта ударила су у нафтовод и водове електричне енергије, услед чега је ватра заробила рударе. Већина жртава били су имигранти (136 Италијана, 8 Пољака, 6 Грка, 5 Немаца, 5 Француза, 3 Мађара, 1 Енглез, 1 Холанђанин, 1 Рус, 1 Украјинац.)

### Босна и Херцеговина
- 4. септембра 2014. године, након што је Зеница погодила земљотрес јачине 3,5, изазвао пуцање камена у руднику угља "Распоточје", 34 рудара остала су заробљена у руднику. Касније је објављено да је у несрећи погинуло 5 рудара.

### Канада
- 17. маја 2006. године, четири особе су погинуле услед гушења у несрећи у рушеном руднику Суливан.
- 18. септембра 1992. године, у јеку радног спора у руднику Џајент, у експлозији која је последица бомбе коју је ударио радник, погинуло је девет мушкараца који су се возили кроз транспортни тунел.
- Несреће у експлоатацији угља у провинцији Нова Шкотска у распону од 65 година заједно су назване Спрингхил рударске катастрофе, које су укупно захтевале најмање 138 живота мушкараца и дечака због експлозије угљене прашине. Катастрофа у руднику Вестраи 1992. одузела је животе 26 рудара у експлозији метана / угљене прашине у недавно отвореној рударској операцији. Обје ове мине су након тога трајно затворене након тих догађаја.
- У експлозији мина Нанаимо из 1887. године у Нанаимоу, Британска Колумбија, погинуло је 150 рудара у руднику број 1 Еспланаде. Експлозиви су постављени неправилно што је изазвало масивну експлозију у читавој рудници. Већина рудара је убијена одмах, преживело их је само 7. Од 150 убијених радника, 53 од њих су били Кинези, чија су имена углавном непозната.
- Катастрофа с рудником Хилцреста, најгора катастрофа ископавања угља у канадској историји, догодила се у Алберти 1914. Смртно од експлозије метана и угљене прашине са бројем 189; извјештавање о вијестима помрачило је Први свјетски рат. Рудник је остао у употреби до 1939. године.

### Централноафричка република
- У јуну 2013. године обилне кише изазвале су слом рудника злата у Надасими, усмртивши 37 рудара и повредивши многе друге.

### Чиле
- У јуну 1945. године, током пожара, 355 радника је умрло у Ел Тениентеу удисањем угљен-моноксида, у такозваној "Трагедији дел Хумо" .
- У јануару 2006. године догодила се експлозија у руднику у Копијапу, а 70 рудара је било заробљено у подземљу. Рудари су спашени након краћег времена, али две особе су погинуле.
- У августу 2010. године 33 рудара су били заробљени у подземљу града Цопиапо. Након две недеље обављена је комуникација са њима, али речено је да ће проћи још најмање четири месеца пре него што се могу спасити, мада се основне услуге још увек могу пружити. Спаси су почели 12. октобра 2010. године и свих 33 рудара су спашена у року од 22 сата од првог спашавања. Свет је гледао и весео.

### Кина
- Према једном извору, Кина је 2003. године чинила највећи број жртава ископавања угља, чинећи око 80% светске укупне вредности, иако је она производила само 35% светског угља. Између јануара 2001. и октобра 2004. године било је 188 несрећа у којима је смртно страдало више од 10, приближно једна таква несрећа сваких 7,4 дана. Након катастрофе рудника Суњиаван 2005. године у којој је погинуло најмање 210 рудара, сазван је састанак Државног савета који ради на мерама за унапређење безбедности на раду у рудницима угља. Изјава састанка указала је на озбиљне проблеме попут кршења сигурносних стандарда и превелике производње у неким рудницима угља. Три милијарде јуана (360 милиона америчких долара) било је посвећено за технолошку обнову заштите на раду, посебно за управљање гасом, у већим државним рудницима угља. Влада је такође обећала да ће послати тимове за контролу безбедности у 45 рудника угља који имају озбиљне проблеме са гасом и позвала је стручњаке за безбедност у експлоатацији који ће проценити безбедносне ситуације у рудницима и формулисати мере превенције.
- 2006. године, према Државној управи за надзор заштите на раду, у хиљадама експлозија, поплава и других несрећа погинуло је 4.749 кинеских рудара угља. На пример, експлозија гаса у колонији Нансхан убила је 24 особе 13. новембра 2006; рудник је радио без икаквих дозвола за сигурност, а новинска агенција Ксинхуа тврдила је да је узрок погрешна употреба експлозива. Међутим, стопа из 2006. била је 20,1% мања од 2005, упркос повећању производње од 8,1%.
- Њујорк тајмс је известио да је недостатак слободне штампе у Кини, независних синдиката, група стражара грађана и других провера службене моћи учинио заташкавањем рударских несрећа још већим, чак и у доба интернета. Као резултат тога, кинески бирократи обично крију скандале (попут катастрофа мина, хемијског проливања, епидемије САРС-а из 2003. године и загађеног млека у праху) из страха да ће их преузети одговорност владајуће Комунистичке партије или излагања сопствених илегалних послова са укљученим компанијама. Под кинеским ауторитарним системом, надређени награђују подређене за строго поштовање циљева које су поставиле власти, као што је смањење минских катастрофа. Заиста, уколико се догоди рударска несрећа, подстицај да се она сакрије често је јачи од награде за добро управљање с њом, јер се свака катастрофа готово сигурно сматра обавезом.
- У новембру 2009. године у рударској несрећи у Хеилонгијангу погинуло је најмање 104 особе. Сматра се да је узрокована експлозијом метана, праћена експлозијом угљене прашине. Три највиша званичника која су била у вези са рударском компанијом су одмах отпуштена.
- 30. августа 2012. у експлозији је погинуло 45 људи у руднику угља Ксиаојиаван у провинцији Сечуан. Неколико дана касније, 3. септембра 2012. године, у руднику Гаокенг у провинцији Јиангки убијено је 14 рудара.
- 29. марта 2013., клизиште је заробило 83 особе у руднику Гиама на Тибету.
- 4. јануара 2014. Кинеска влада је изјавила да је у 2013. години умрло 1.049 људи, што је 24 посто мање него у 2012.

### Еквадор
- Око 300 људи је погинуло 9. маја 1993. у катастрофи рудника Намбија у Еквадору.
- 15. октобра 2010. године, убрзо након што је Чиле завршио историјски, успешни спас 33 рудара који су заглавили под земљом у руднику Сан Хозе током рекордног периода од скоро 10 недеља, четири радника су била заробљена у еквадорском руднику злата након урушавања тунела. Сви су потврђени мртви до 20. октобра.

### Француска
- Катастрофална рударска несрећа Цоурису била је најгора катастрофа од рудника у Европи. То је проузроковало смрт 1.099 рудара (укључујући и много деце) у северној Француској 10. марта 1906. Изгледа да је ову катастрофу надмашила само несрећа у колонији Бенкиху у Кини 26. априла 1942, у којој је погинуло 1549 рудара. Експлозија прашине, чији узрок се не зна са сигурношћу, опустошила је рудник угља којим је управљао Цомпагние дес мајнс де хоуиле де Цоуриерес (основан 1852.) између села Мерицоурт (404 убијена), Салаумајнс (304 убијена), Били -Монтигни (114 убијених) и Ноиеллес-соус-Ленс (102 убијена) око два километра (једну миљу) источно од Ленса, у департману Пас-де-Цалаис (око 220 км, или 140 миља, северно од Париза ).
- Велика експлозија чула се недуго након 06.30 ујутро у суботу, 10. марта 1906. Кавез лифта у Осовини 3 избачен је на површину и оштетио је рад јама; прозори и кровови су пробушени на површини у вратилу 4; кавез лифта подигнут у Осовини 2 налазио је само мртве и несвесне рударе.

### Индија
- Бура Демо Колиери 26.9.1956
- Централни Бховрах Колиери 20.2.1958
- Кампте Нагпур Сиед Танцред Хасан умро је 1974. 3. септембра док је инспекцијски угаљ падао Централна Саунда Цоллиери 16.9.1976
- Централни крак Саунда 15.06.2005 Цхасналла Колиери 27.12.1975
- Дамуа Колиери 5.1.1960
- Гаслитанд Колиери 26. или 27. 9. 1995
- Годаваркхани бр. 7, дана 16.06.2003
- Хуриладих Колиери 14.9.1983
- Јотејанаки Колиери 28.6.1913
- Лојабад Колиери 16.1.1935
- Махабирски коларник 13.11.1989
- Мајри Колиери 5.8.1953
- Макервал Колиери 6.7.1942
- Невтон Цикли Колиери 10.12.1954
- Пхулаританд Колиери 11.07.1912
- Катастрофа на Рајпура Дариба Мине ВРМ 28.8.1994
- Силевара Колиери 18.11.1975.

### Јапан
Низ катастрофалних несрећа догађа се од 1900-их до 1980-их у Јапану, с увођењем само катастрофе великих размера.
- Хокаидо
  - Несрећа у Руднику угља Њу Иубари, новембар 1914., 423 смртно страдала.
  - Хокутан Иубари,
  - Април 1912. несрећа, 276 смртних случајева.
  - Децембар 1912. несрећа, 216 смртних случајева.
  - Децембар 1938. несрећа, 161 смртно страдала.
  - Октобра 1981. несрећа 93 смртно страдала.
  - Несрећа у Руднику угља Јужни Иубари, мај 1985, 62 смртно страдала.
  - Рудник угља Бибаи
  - Март 1941. несрећа, 177 смртних случајева.
  - Мај 1944. несрећа, 109 смртно страдалих.

- Хоншу
  - Рудник угља Учиго захватио пожар у несрећи у марту 1927., 134 смртно страдалих у Ивакију, префектура Фукушима
  - Несрећа прилива морске воде у Источном Мизомеу у априлу 1915., 235 смртних случајева у месту Убе, префектура Иамагухи
  - Несрећа у јами потопљена у јамском руднику Чосеи у фебруару 1942, 183 смртна случаја у Убеу.

- Кјушу
  - Експлозија рудника угља Хојо у децембру 1914. године, погинуло 687 људи у Мииати, Фукуока.
  - Несреће у Руднику угља Хококу у месту Итода, префектура Фукуока.
  - Јуни 1899. несрећа, 213 смртних случајева.
  - Несрећа у јулу 1907. године, 365 смртно страдалих.
  - Несреће у руднику угља Оноура у месту Миата, префектура Фукуока.
  - Новембар 1909. несрећа, 243 смртно страдала.
  - Децембар 1918. несрећа, 376 смртно страдалих.
  - Несрећа у јануару 1939. године, 94 смртно страдала.
  - Несрећа рудника угља Иамано из јуна 1965. у Маки, Фукуока, смртно је страдала 237 особа.
  - 1906. Експлозија рудника угља Такасхима у марту, 307 погинулих у Нагасакију
  - Несрећа рудника угља Микава у новембру у Фукуоки, 458 смртно страдалих.

### Холандија
Дванаест рудника у Холандији, од којих су четири биле у државном власништву, сматра се једном од најсигурнијих на свету, а само три веће несреће догодиле су се током 70 година минирања:
- 13. јула 1928. у експлозији гаса метана погинуло је 13 рудара у државној рудници Хендрик у Брунсуму.
- 24. марта 1947. године, 13 рудара из Статсмијна Хендрика погинуло је у пожару проузрокованом прегрејаном транспортном траком.
- 3. марта 1958. године, 7 рудара изгубило је живот када се у Статсмијн Мауритс-у у Гелену догодила увала.

### Нови Зеланд
- Најистакнутија рударска несрећа на Новом Зеланду је катастрофа из рудника Брунер из 1896., у којој је погинуло свих 65 рудара. 19. новембра 2010. у руднику Пике дошло је до четири експлозије током девет дана; 29 рудара је погинуло, а двојица су задобила лакше повреде.
- 19. јануара 1967. дошло је до експлозије у Руднику Стронгман, близу Греимоута, на Западној обали. 19 људи је убијено.

### Пољска
- 25. новембра 2006. године догодила се најгора рударска катастрофа у модерној пољској историји, 23 рудара су изгубила живот у руднику угља Халемба, каменолому у граду Руда Сласка, у јужној индустријској покрајини Шлезије. Експлозија метана на дубини од 1.030 метара изазвала је трагедију 21. новембра. Рудари су покушали да из тунела извуку опрему вредну 17 милиона евра (2222 милиона долара) када је експлозија проузроковала колапс. Тунел је требао бити затворен у марту због опасно високих концентрација метана, али је и даље активан због вриједности опреме која је заостала.

### Русија
- У Русији се догодило неколико већих рударских несрећа, посебно катастрофа рудника Улиановска 2007., у којој је погинуло најмање 106 рудара. 20. јануара 2013. године, најмање четири рудара погинула су, а четворица се воде као нестала после несреће у руском руднику угља. Несрећа се догодила у руднику угља у региону слива Кузнетск у Русији, у западном Сибиру.

### Шпанија
- Историја рударства у Шпанији оставила је низ великих рударских несрећа са стотинама жртава. Већина несрећа и жртава догодила се на северу Шпаније и посебно се односе на вађење угља, углавном због колапса структура и експлозија гаса. Иако се најгора забиљежена несрећа догодила у селу Вилануева дел Рио, Севила, на југозападу земље 28. априла 1904., у којој је погинуло 63 особе, а још неколико је повређено.

### Јужноафрикчка Република
У Јужној Африци се догодило неколико већих рударских несрећа, укључујући следеће несреће:
- 437 смртних случајева 21. јануара 1960. у експлоатацији Коалброк Нортх догодила се рударска катастрофа Цоалброок. Цоалброок Нортх цоллиери био је један од подземних налазишта Цлидесдале (Трансваал) Коалиериес Лимитед и налазио се у близини Сасолбурга у провинцији Фри Оранж Стејт.
- 177 убијених 16. септембра 1986. у руднику злата Кинрос у Евандеру, Маумаланга. Ово је још увек најгора катастрофа на рударству метала на свету.
- 104 смртних случајева 10. маја 1995. године у Вал Рифс број два окна у близини Оркнеа, на северозападу, био је вероватно један од најгорих који је задобио рударство у Јужној Африци.
- 64 смртних случајева 12. септембра 1983. у коларници Хлобане код Врихеида, Ква-Зулу Натал.
- 57 смртних случајева 12. септембра 1944. године у коларници Хлобане код Врихеида, Ква-Зулу Натал.
- 53 смртна случаја 13. маја 1993. у експлозији Миделбулт. Миделбулт-ов експлоататор био је и још увек је један од подземних налазишта Сасол Мининга који се налази у близини града Сецунда.

### Тајван
Три најгоре рударске несреће на Тајвану десиле су се 1984. године:
- 20. јуна 1984., у руднику Хаисхан угља у округу Туцхенг, одбегла рударска колица ударила су у високонапонски трансформатор и покренула експлозију. 72 рудара умрло од тровања угљен-моноксидом.
- 10. јула 1984. године у руднику Меисхан угља у округу Руифанг умрла су 103 рудара услед тровања угљен-моноксидом изазваног пожаром у комори компресора за ваздух.
- 5. децембра 1984. године догодила се експлозија у руднику бр. 1 угља Хаисхан у округу Санкиа. 93 рудара умрло је од тровања угљен-моноксидом, при чему је преживео само један живот, који је спашен 93 сата након почетне експлозије.

### Танзанија
- Најмање 56 рудара погинуло је у априлу 1998. године након што су обилне кише поплавиле шахтове мина танзанита.
- Пет људи је убијено у јулу 2013. након што се каменолом танзанита који су радили у брдима Мерерани срушио изнад њихових глава. Шеста је примљена у болницу у критичном стању.

### Турска
- У марту 1983. у руднику угља Армутчук погинула су 103 рудара усљед експлозије метана.
- У марту 1992. у руднику ТЦЦ Козла, 263 рудара су погинула услед експлозије ватреним оружјем.
- 2008. године догодила се још једна катастрофа због које је једна особа изгубила живот. У новембру 2013. 300 радника је забарикадирало рудник Зонгулдак у знак протеста због радних услова.
- Током 2009. године у децембру је усмрћено 19 рудара због експлозије метана у провинцији Бурса.
- У 2010. години у провинцији Зонгулдак дошло је до рударске катастрофе која је резултирала смрћу 30 радника у руднику угља. Експлозија је настала експлозијом пуцњаве. Претходне рударске катастрофе су се такође десиле овде, једна 1992. године резултирала је смрћу 270 радника. Ово је била најгора рударска катастрофа до катастрофе у Сину.
- У мају 2014. године у Сома, Маниса, дошло је до великог рудништва мине узрокованог експлозијом. Више од 302 радника изгубило је живот у колапсу, а најмање 80 радника је повређено.
- На жалост, последњих година је пронађено да турска индустрија угља има најгору безбедност у свету, када је реч о смртним несрећама на милион тона произведеног угља. Када користи меру "смрти на милион тона угља", било ког дана један турски рудар угља има 360 пута већу вероватноћу да ће бити убијен у турској рудници него амерички рудар угља у америчкој рудници и 5 пута више вероватно ће умрети од лаких стандарда сигурности рудника у турским рудницима него чак и кинески рудар угља, чија се земља налази на другом месту по броју погинулих на милион тона произведеног угља.

### Велика Британија

#### Енглеска
- У Енглеској експлозија Оакс и даље је најгора рударска несрећа, која је од 12. до 13. децембра 1866. године у близини Барнслеиа у Јоркширу живела 388 живота, мада је у првој и главној експлозији погинуло 340, што је мање него у експлоатацији Хултон, али следеће експлозије захтевале су друге животе током ноћ и наредни дан. Експлозија Хултон Колиерија у Вестхоугтону у Ланцасиреу 1910. године одузела је живот 344 рудара. У експлозији 1878. године у Воод Пит-у, Хаидоцк-у, Ланцасхире-у погинуло је преко 200 радника, мада их је само 189 уврштено у "званичну листу". Друга катастрофа која је усмртила многе рударе била је катастрофа Хартлеи Цоллиери, која се догодила у јануару 1862. године када се сноп пумпског мотора изненада разбио и пао у једноструку осовину која служи јами. Греда је блокирала осовину и завела стотине рудара. Коначан број смртних случајева био је 204, од којих се већина угушила због недостатка кисеоника.
- У рудницима метала у Цорнваллу, неке од најгорих несрећа десиле су се у Еаст Вхеал Росе 1846. године, где је од наглих поплава погинуло 39 радника; у руднику Левант 1919. године, где је 31 погинуло, а много је повређено у квару тог мотора; 12 убијених у Вхеал Агару 1883. године када је кавез пао на осовину и седам погинулих у руднику Долцоатх 1893. године када се обрушила велика штека.

#### Шкотска
- Најгора рударска несрећа у Шкотској је рударска катастрофа Блантире из 1877. у Блантиреу у Ланарксиреу, која је однела 207 живота. Други смртни инциденти су се догодили у граду 1878. и 1879.
- Још један озбиљан инцидент догодио се у малом ајирском рударском селу Кноцксхинноцх у септембру 1950. Неколико напетих дана спасиоци су се храбро борили против свих шанси да би досегли 129 мушкараца заробљених дубоко под земљом, када је поље изнад места где су радили удубљени, поплавило рударске радове густим течним тресетом, одсечући сва средства за бекство. 116 је спашено, али 13 је погинуло.

#### Валес
Током периода од 1850. до 1930. године, угљено поље Јужног Велса имало је најгоре стање катастрофе. [Потребно је појашњење] То је последица повећања броја мина које су пропадале на веће дубине у слојеве који садрже гас, у комбинацији са лошом безбедносном и управљачком праксом. Као резултат тога, током овог времена било је готово четрдесет подземних експлозија у гламорган и Монмоутхсхире-у, на пољу угља. Свака несрећа резултирала је смрћу двадесет или више радника - било директно у експлозији било гушења створених отровних гасова. Укупан број смртних случајева од ових катастрофа износио је 3.119 људи.  Четири најгоре несреће у Велсу биле су:
- 439 смртних случајева погинуло у катастрофи у месту Сенгхенид у Универзалној коларници у Сенгениду, Гламорган, у експлозији гаса 1913. године.
- 290 смртних случајева погинуло у експлозији гаса 25. јуна 1894. у експлозији гаса у Цилфинидду, Гламорган.
- 272 смрти на Колиерију Принца од Велса, Аберцарн, Монмоутсире, у експлозији 11. септембра 1878.
- 266 смртних случајева у несрећи у Гресфорду код Врекама у Северном Велсу 22. септембра 1934.

### Сједињене Државе
- Катастрофа у руднику Фратервилле догодила се 19. маја 1902. године усмртивши 216 рудара, што је чини једном од најгорих у америчкој историји. Фратервиле се налази у западном округу Андерсон, Тенеси.
- Рударска катастрофа Мононгах била је најгора рударска несрећа у историји Америке; 362 радника убијена су у подземној експлозији 6. децембра 1907 у Мононгах, Западна Вирџинија.
- Катастрофа с Рудником Крос Маунтен догодила се 9. децембра 1911. године у близини заједнице Брицевил у Тенесију и усмртила 84 рудара.
- Прва Давсонова катастрофа била је рударска несрећа 22. октобра 1913. године у Давсон-у, Њу Мексико, у којој је погинуло 263 људи (146 Италијана, а 36 Грка).
- Друга Давсонова катастрофа била је рударска несрећа 8. фебруара 1923. у Давсон-у, Њу Мексико у којој је погинуло 123 човека.
- Катастрофа са рудницима шпекулатора догодила се у рудницима бакра у Буттеу, Монтана, 8. јуна 1917. Електрични кабл који је спуштен у рудник случајно је запаљен на 2500 метара испод површине. Ватра је брзо захватила сајлу, заузврат запаливши осовину. Осовина је тако постала димњак, елиминирајући примарни извор кисеоника у руднику. Скоро свих 168 смртних случајева било је због асфиксије. То је најсмртоноснији догађај изкопавања тврдог камења у америчкој историји.
- Катастрофа у Чери Мајн је била пожар у Чери, Илиноис, рудник угља 1909 и околни догађаји, у којима је погинуло 259 мушкараца и дечака.
- У рудницима катастрофе Миллфиелд 1930. у Охију убијена су 82 мушкарца.
- Од 1880. до 1910. године минске несреће захтевале су хиљаде смртних случајева. Тамо где је годишње смрти од рударства бројало више од 1.000 годишње током раног дела 20. века, оне су се смањиле на просечно око 500 током касних 1950-их, а на 93 током 1990-их. Поред смрти, много хиљада више је повређено (у просеку 21.351 повреде годишње између 1991. и 1999.), али свеукупно је опао тренд пада и повреда.
- 1959. године у Порт Грифиту у Пенсилванији догодила се катастрофа мине Кнок. Река Сускуена се срушила у мину испод ње и резултирала је 12 смртним случајевима. У Плимоутх-у, Пенсилванији, у експлозији мина Авондале из 1869. погинуло је 108 рудара и два спасилачка радника након што је пожар у јединој осовини елиминисао кисеоник у руднику. Савезни закони за рударску сигурност проистекли су из ове катастрофе. Пенсилванија је 2002. године претрпела још једну катастрофу у Курсреку, 9 рудара је било заробљено под земљом, а потом су спашени након 78 сати. Током 2006. године 72 рудара изгубили су живот на послу, а 47 вађењем угља. Већина ових смртних случајева догодила се у Кентукију и Западној Вирџинији, укључујући катастрофу Сага мина.
- 5. априла 2010. године, у руднику Горњег великог огранка, подземна експлозија изазвала је смрт 29 рудара.
- Амерички мински биро створен је 1910. године да истражује несреће, саветује индустрију, спроводи истраживања производње и безбедности и предаје курсеве за спречавање несрећа, прву помоћ и спасавање од мина. Федерални акти о здрављу и сигурности рудника угља из 1969. и 1977. Године постављају даље сигурносне стандарде за рударство. Од затварања америчког Рударског бироа 1996. године, ову истраживачку функцију обавља Национални институт за заштиту на раду (НИОСХ). НИОСХ одржава листу минских катастрофа које су се у Сједињеним Државама десиле од 1839.